# Tina Desai
Pour les articles homonymes, voir Desai.
Tina Desai, de son nom complet Tena Babbar Desae, est une actrice et mannequin indienne, née le 24 février 1987. Elle est connue pour son rôle de Kala Dandekar dans la série télévisée Sense8.

## Biographie
Tina Desai est née à Bangalore, en Inde, d'un père gujarati et d'une mère télougou. Elle est diplômée en gestion des affaires avec une spécialisation dans la finance du National Institute of Management college. Elle parle cinq langues — gujarati, télougou, kannada, anglais et hindi.

## Carrière

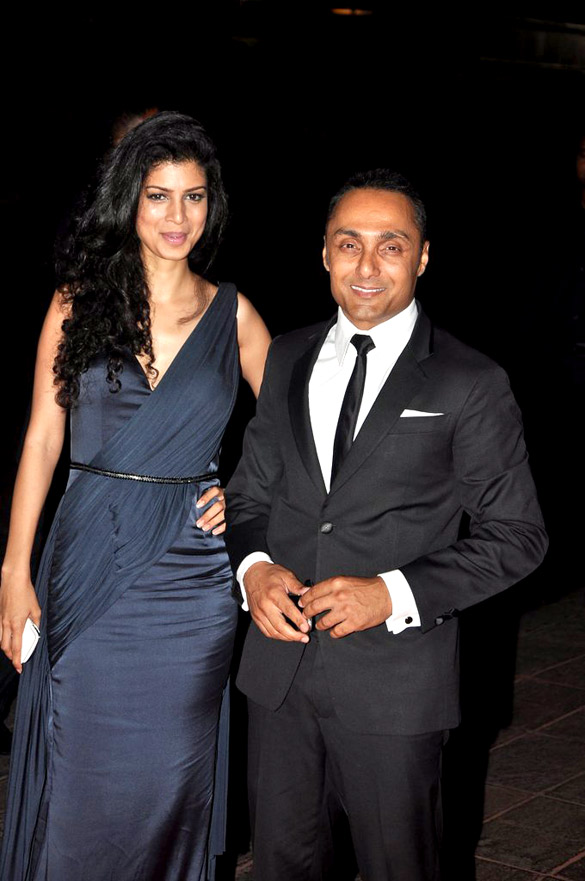
Tina Desae en 2012.

Tina Desai est tout d'abord devenue célèbre en participant au concours de télé-réalité Get Gorgeous. Bien qu'elle n'ait pas gagné la compétition, elle s'est vu offrir un contrat avec Elite Model India Management qui est l'annonceur qui soutient cette émission de télé-réalité, avant même la gagnante finale. Elle est mannequin depuis 2007 et est apparue dans plus de 100 publicités. Elle a fait ses débuts d'actrice en 2011 dans le film Yeh Faasley. Elle est ensuite apparue dans le film Indian Palace.
Elle a posé en 2012 pour le Kingfisher Swimsuit Calendar et a joué le rôle principal dans le film d'action et de suspense de Bollywood Table No. 21 face à Rajeev Khandelwal. Elle est apparue dans la chanson romantique Yeh kahan mil gaye hum avec le chanteur KK.
En 2015, elle rejoint le casting international de la série américaine Sense8, écrite par les Wachowski et Joseph Michael Straczynski, dans laquelle elle interprète l'un des huit personnages centraux, Kala.

## Filmographie

### Cinéma
- 2011 : Yeh Faasley : Arunima D. Dua
- 2011 : Sahi Dhandhe Galat Bande : Neha Sharma
- 2011 : Indian Palace (The Best Exotic Marigold Hotel) : Sunaina
- 2012 : Cocktail : Serveuse dans un café
- 2013 : Table No.21 : Siya Agasthi
- 2015 : Sharafat Gayi Tel Lene
- 2015 : Indian Palace : Suite royale (The Second Best Marigold Hotel) : Sunaina
- 2018 : Dussehra : Aditi Singh
- 2018 : Good luck : Jenny Saxena (court-métrage)

### Télévision
- 2015-2018 : Sense8 : Kala Dandekar (24 épisodes)